# Cercopagididae
Cercopagididae es una familia de crustáceos.

## Géneros
- Bythotrephes Leydig, 1860
- Cercopagis G.O. Sars, 1897